# نورهان أبو بكر
نورهان أبو بكر روائية وكاتبة مصرية وُلدت عام 1993. 

## حياتها
وُلدت نورهان أبو بكر عام 1993، وتخرجت من كلية الإعلام بجامعة القاهرة، ثم بدأت مسيرتها الأدبية من خلال كتابة المقالات لعدد من المجلات والصحف، قبل أن تنشر أول عمل أدبي لها في عام 2017، وهو كتاب باللهجة العامية المصرية بعنوان «فاميليا.. فضفضة عائلية»، وفي أبريل (نيسان) عام 2025 أعلنت نورهان أبو بكر خطبتها على الكاتب والروائي المصري محمد صادق.

## أعمالها ومؤلفاتها
كتبت الكاتبة نورهان أبو بكر المقالات لعدد من الصحف والمجلات المحلية والعربية مثل مجلة «كلمتنا»، كما صدر لها العديد من الكتب والروايات، ومنها: 
- فاميليا.. فضفضة عائلية: كتاب صدر عام 2017 عن دار الرواق للنشر والتوزيع بالقاهرة.[2]
- بقاء: رواية صدرت عام 2025 عن دار الرواق للنشر والتوزيع بالقاهرة.[3]
- مبني على الكسر: رواية صدرت عام 2025 عن دار الرواق للنشر والتوزيع بالقاهرة.[4]

## وصلات خارجية
- صفحة الكاتبة على موقع جود ريدز
- صفحة الكاتبة على موقع أبجد